# Distrito de Nayagarh
Nayagarh es un distrito de la India en el estado de Orissa. Código ISO: IN.OR.NY.
Comprende una superficie de 3954 km².
El centro administrativo es la ciudad de Nayagarh.

## Demografía
Según censo 2011 contaba con una población total de 962215 habitantes, de los cuales 460 021 eran mujeres y 502 194 varones.